# Pseudomelieria argentina
Pseudomelieria argentina är en tvåvingeart som beskrevs av Brethes 1922. Pseudomelieria argentina ingår i släktet Pseudomelieria och familjen fläckflugor. Inga underarter finns listade i Catalogue of Life.